# Johan Adolf Pengel internationella flygplats
Johan Adolf Pengel internationella flygplats, även Paramaribo-Zanderij internationella flygplats, är Surinams internationella flygplats och ligger i Zanderij, 45 km söder om Paramaribo.

## Flygbolag och destinationer
| Flygbolag               | Destinationer                      |
| ----------------------- | ---------------------------------- |
| Caribbean Airlines      | Port of Spain, Trinidad och Tobago |
| Insel Air               | Curaçao, Nederländska Antillerna   |
| KLM                     | Amsterdam, Nederländerna           |
| Meta Transportes Aéreos | Belém, Brasilien                   |
| Meta Transportes Aéreos | Boa Vista, Brasilien               |
| Meta Transportes Aéreos | Georgetown, Guyana                 |
| Surinam Airways         | Amsterdam, Nederländerna           |
| Surinam Airways         | Aruba, Nederländska Antillerna     |
| Surinam Airways         | Belém, Brasilien                   |
| Surinam Airways         | Cayenne, Franska Guyana            |
| Surinam Airways         | Curaçao, Nederländska Antillerna   |
| Surinam Airways         | Georgetown, Guyana                 |
| Surinam Airways         | Miami, USA                         |
| Surinam Airways         | Port of Spain, Trinidad och Tobago |

## Olyckor och incidenter
- 19 mars 1971 - En Douglas DC-8 från KLM på väg till Amsterdam-Schiphols flygplats kapas. Kaparen begär att flygas till Sverige, men ger senare upp [2].
- 5 maj 1978 - En Douglas DC-6A från Surinam Airways på väg från Curaçaos internationella flygplats träffar träd 1 800 meter innan landningsbanan och 100 meter till vänster om inflygningslinjen inför landningen på flygplatsen. De 3 ombordvarande överlever. [3].
- 7 juni 1989 - En Douglas DC-8-62 från Surinam Airways på väg från Amsterdam-Schiphols flygplats störtar 3 kilometer väster om flygplatsen. 9 besättningsmän och 178 passagerare fanns ombord, endast 11 passagerare överlevde haveriet [4].